# Sinophorus constrictus
Sinophorus constrictus là một loài tò vò trong họ Ichneumonidae.